# Al-Hidd
al-Hidd (arabisch الحد) ist eine bahrainische Stadt innerhalb des Gouvernement Muharraq. Sie ist auf einer Nehrung an der äußeren Südostspitze von al-Muharraq gelegen und wird zu großen Teilen von Sunniten bewohnt. Sie ist bekannt für ihr reichhaltiges Vorkommen von Krabben und seine klare blaue See. Vor der Entdeckung von Öl im Gebiet von Bahrain, war die Einwohner der Stadt hauptsächlich auf ihr Brot mit der Fischerei und dem Perlentauchen zu verdienen. Allgemein ist die Stadt eher kulturell konservativ geprägt, was sich auch in der Architektur widerspiegelt.

## Geografie
Sie liegt südlich vom Bahrain International Airport und der Stadt Arad. Zudem grenzt sie an die Planstadt East Hidd City. Die Prinz-Khalifa-bin-Salman-Brücke (arabisch جسر الأمير خليفة بن سلمان) verbindet über den eine Straße die Stadt im Südwesten mit Juffair auf der Hauptinsel. Insgesamt umfasst das Gebiet der Stadt 15 km².

## Verwaltung
Früher stand die Stadt unter eigener Verwaltung, wird heutzutage aber direkt durch das Gouvernement verwaltet.

## Wirtschaft
Der industrielle Schwerpunkt der Stadt liegt im Süden der Stadt, welche auf aufgeschütteter Landmasse erbaut sind. Neben mehreren Fabriken, befindet sich hier auch ein Kraftwerk, eine Anlage zur Meerwasserentsalzung (welche für 75 % der Versorgung des Landes zuständig ist) und ein Trockendock.